# Доврей (Міннесота)
Доврей (англ. Dovray) — місто (англ. city) в США, в окрузі Маррей штату Міннесота. Населення — 58 осіб (2020).

## Географія
Доврей розташований за координатами 44°3′16″ пн. ш. 95°32′52″ зх. д. / 44.05444° пн. ш. 95.54778° зх. д. (44.054490, -95.547807).  За даними Бюро перепису населення США в 2010 році місто мало площу 0,65 км², уся площа — суходіл.

## Демографія
Згідно з переписом 2010 року, у місті мешкало 57 осіб у 31 домогосподарстві у складі 16 родин. Густота населення становила 88 осіб/км².  Було 38 помешкань (58/км²).
Расовий склад населення:
| - 98,2 % — білих |

До двох чи більше рас належало 1,8 %. Частка іспаномовних становила 1,8 % від усіх жителів.
За віковим діапазоном населення розподілялося таким чином: 5,3 % — особи молодші 18 років, 63,1 % — особи у віці 18—64 років, 31,6 % — особи у віці 65 років та старші. Медіана віку мешканця становила 59,5 року. На 100 осіб жіночої статі у місті припадало 78,1 чоловіків;  на 100 жінок у віці від 18 років та старших — 80,0 чоловіків також старших 18 років.
Середній дохід на одне домашнє господарство  становив 39 473 долари США (медіана — 30 000), а середній дохід на одну сім'ю — 53 335 доларів (медіана — 45 250). За межею бідності перебувало 7,2 % осіб, у тому числі 0,0 % дітей у віці до 18 років та 2,9 % осіб у віці 65 років та старших.
Цивільне працевлаштоване населення становило 34 особи. Основні галузі зайнятості: сільське господарство, лісництво, риболовля — 35,3 %, мистецтво, розваги та відпочинок — 17,6 %, освіта, охорона здоров'я та соціальна допомога — 17,6 %.